# Thomasomys ladewi
Thomasomys ladewi là một loài động vật có vú trong họ Cricetidae, bộ Gặm nhấm. Loài này được Anthony mô tả năm 1926.